# 黄門さま〜助さんの憂鬱〜
『黄門さま〜助さんの憂鬱〜』（こうもんさま すけさんのゆううつ）は、徳弘正也による日本の青年漫画作品。『グランドジャンプ』（集英社）にて2013年第16号から2015年15号まで連載。

## 概要
デビューから長年執筆してきた集英社の雑誌から離れ、小学館発行の『ビッグコミックスペリオール』に移籍した作者が、再び集英社の『グランドジャンプ』に戻り執筆した作品。作者初の時代劇作品となる。水戸黄門を題材にしているが、単純な勧善懲悪ではなく、水戸光圀を従来の水戸黄門のような正義の味方としては扱わず、いわゆるブラックコメディを織り交ぜており、封建社会に対する皮肉も込められている。内容は基本的にシリアスな展開が中心だが、作者独特のギャグや人情話、下ネタは健在である。

## あらすじ
世は江戸時代、徳川綱吉の施政のもと、人々は繁栄を謳歌し始めていた。だが、そんな中、水戸光圀は戦国時代のような血なまぐさい刺激を味わいたいという理由から、諸国を漫遊するという名目で、旅先で騒動を引き起こし楽しんでいた。御付の者達が何人も死亡し、水戸藩では家臣が次々と亡くなる事態を憂慮し、御付の者を浪人から募集することにする。何も知らない浪人の井上新ノ助は、水戸藩に仕官出来るチャンスと考え募集に応募し合格するが、それによって光圀の行動に巻き込まれようとしていた。

## 登場人物
井上新ノ助（いのうえ しんのすけ）
主人公。4代目助さん（佐々木助三郎）。剣術を初めとして非常に腕の立つ青年。病弱な母と貧乏な長屋暮らしをする中で、水戸藩の藩士募集を見て仕官しようとするが紆余曲折を経て光圀のお供・助さんとして採用されることとなる。藩士ではなく、あくまでも雇われの用心棒という扱いで、給金は月二両（しかも屋敷内ではなく、見下した態度の藩士に門前で渡される）。髷も町人の形にされてしまったため、差し科は脇差のみ。理不尽な光圀に仕える中で、本気で世直し・人助けをしようと奮闘する。
外見は決して武術の手練れには見えない優男で、性格はお人よし。しかし、実力は並みの剣客に複数人で襲われても、素手で殺害することなく無力化できるほどの腕を持つ。たとえ自分を殺そうとする相手であっても、事情を汲んで殺さないよう試みたりする。一方で年相応に性欲が強く、罠だと察知していても敵の女に熱を上げたり、セックスの最中に襲いかかってきた浪人を（普段の言動に反して）瞬時に惨殺するといった一面もある。
元々は小田原出身で、小田原藩剣術指南役の父より剣術の手解きを受ける。しかし、幼少時に父が卑怯な手によって道場破りに倒されて切腹し、家が取り潰しとなったため、母と江戸にやってきた過去を持つ。また、実はその両親も実の親ではなく、赤子の頃に剣術修行の山ごもりをしていた父親が天狗と称する人物から託された子供で、本人もそのことは知らず、その出自も最後まで明かされる事はなかった。
光圀に望んでいたスリルを与えることによって、建前に過ぎなかった世直し・人助けを行っていく。最終話の後日談として光圀が亡くなった後は浪人に戻り、大道芸で稼ぎながら平穏な人生を送った。

### 水戸光圀一行
水戸光圀（みと みつくに）
水戸藩の先代藩主。通称「水戸黄門」。自分の権力を笠に自由奔放、自身の欲求の思うがままに行動する迷惑な爺。世間では名君扱いされているが、その実は騒乱など血なまぐさいことが大好きな暴君であり、自分が満足さえすれば、家臣はもちろん、虐げられた農民や町人がいくら死のうと気にしない。ただし自らトラブルに首を突っ込みたがる一方で、積極的に他者に危害を加える事はなく、漫遊の最中に農民や町民が自分に無礼を働いても、権力を用いて処罰するような事はしていない。
自分の目論見通りにいっていたり、さしあたって楽しい状況になるとニヤついた笑みを浮かべる。最初は新ノ助の実力を認めつつも、その正義感を煙たがっていたが、それが自身の求めていたスリルに繋がったことで自由な行動を許すようになっていく。
その行動原理は生死に関わるスリルを味わいたいというもので、御三家の世継ぎとして剣術の稽古事すら周りが勝手に負けて花を持たせてきたことへの反発がある。一方、元々頭の回転が早い上に社会の仕組みを熟知していることから、騒動の裏の事情を見抜いていることが多い。しかしそれ故にこそスリルを求めて深入りして周囲を振り回す。また、他藩を脅すような真似こそすれ、不用意に自治権を侵すような真似をしない。正義感から時に命令に従わない新ノ助を組織には不要の人材と言い切るが、漫遊においては自分にスリルを与えてくれる逸材として重宝する。
新ノ助のおかげで自分が真に望んでいた諸国漫遊を楽しむことができ、笑顔もニヤついたものではなく、清々しい笑顔となっていった。終盤ではスリルを求め新ノ助らを振り回す事は変わりないが、権力に虐げられる弱者を助ける行動が増えていき、話も本来の水戸黄門に近いものになっていく。最終話の後日談によれば5年後（史実通りなら元禄13年（1701年））に満足した様子で亡くなった。
安藤正直（あんどう まさなお）
水戸藩大組番頭（おおぐみばんがしら）。5代目格さん（渥美格之進）で、物語中の最初の格さん。精悍な男で武術の腕もそれなりだが、本性は野心が強く、臆病。既に藩士からも避けられている諸国漫遊のお供に出世のために自ら志願するが、その背景には新ノ助の腕前を見て、いざとなれば彼を矢面に立たせることを前提としていた。新ノ助の強さを認め、何度も窮地を救われるも、最後まで身分の違いから内心では馬鹿にし、あくまで自分の出世のための道具と考えていた。
漫遊中にミスをするが処罰されず栄転という形で離脱し、物語からは退場する。実は光圀が更なる有望な志願者を集めるための見せ札であったが、本人はそのことに気づかず出世に浮かれる姿でフェードアウトした。
大村升次郎（おおむら ますじろう）
水戸藩算用方の下級武士。若い眼鏡の小男。安藤の後の6代目格さん。それまでの武芸の心得があるお供とは異なり、完全に事務方で武術の腕前は皆無。一方で職業柄、頭の回転は速く、算術に長けている。真面目な性格で、光圀の諸国漫遊が正義の人助けの旅だと思っており、ただの光圀の道楽と知った後も、新ノ助の振る舞いを見て、光圀をおだてるなどして世直しをさせようとする。
安藤の栄転に伴う次期格さんの選抜においては武芸の考慮は一切なく筆記試験で満点をとったことで選ばれている。その背景には藩切っての秀才である大村が亡くなることで、それを理由に漫遊を止めさせようという綱條の思惑がある。光圀の方はさらに深読みして大村は漫遊を中止させる密命を受けているのではないかと疑っていたが、大村自身は綱條の思惑はまったく知らず、純粋に自分の能力が評価されたものだと思っていた。
光圀が亡くなった後は武士を辞めて商人に転身し、大成功する。
源内（げんない）
水戸藩御庭番頭。中年の小男だが一流の忍者。番頭の源さんとして諸国漫遊に同行し、光圀の身辺警護を行う。助さん格さんでも手に負えない場合の最終護衛者としての役目も持ち、機関銃といって差し支えない連発銃によって敵皆殺しで場を制圧できるだけの能力を持つ。
光圀の諸国漫遊については内心否定的だが、表に出さず従っている。新ノ助との旅で彼の人となりを知って以降はしばしば光圀の意向を無視して陰から支えるようになる。
光圀が亡くなった後は水戸藩隠密に戻り、その任務中に死亡。
お花（おはな）
水戸藩のくノ一で、本名は不明。前任のくノ一の死亡を受け、新ノ助と正直と同じ時期に採用され、警護役として光圀の諸国漫遊に同行する（表向きは国ェ門の孫娘）。単純に容姿によって選ばれており、くノ一としての能力はほとんど期待されてない。
美人だが図太い神経の上、自由気ままかつ天然な性格で、良くも悪くも一行のムードメーカー的存在。戦闘時も基本守られる側でほぼ町娘と変わらないが、身代わりの術など、やたらキレのいい忍術を発揮することもあり、くノ一としての才能は非常に曖昧。
光圀が亡くなった後は商人となった大村に嫁入りし、金に困らない自堕落な生活を送る。一応、手伝いを言いつけられているようだが、無意味に高度な忍術を駆使してサボってばかりいる。

### 徳川将軍家
徳川綱吉
第5代江戸幕府将軍。一見すると凡庸な人物で、柳沢吉保らの壟断を許しているとされる人物。だが、実はすべての黒幕であり、むしろ漫遊の妨害など、吉保の悪巧みと思われていたものは綱吉が指示を出していたことが後に明かされる。
男色で新ノ助が好みであり、光圀の妨害を行うのは、実は彼を手元に置くためだった。
柳沢吉保
綱吉の側用人で男色の仲。幕閣における光圀の最大の敵と思われていたが実際は綱吉の駒に過ぎなかった。綱吉の贔屓で出世したことは自覚しており、そのことに屈辱を感じている。
作者の別作品『もっこり半兵衛』にも柳沢吉保が登場するが、それとはまったくの別人である。

### その他
木村定次郎
福井藩浪人。茜の父。水戸藩の試験に挑戦し、試験終盤、光圀の発案で新ノ助と真剣での立ち会いとなり、敗北し亡くなる。なお、本来であれば新ノ助が殺さず勝てる程度の相手であったが、前夜に新ノ助を襲撃した覆面の男（安藤）と風貌が似ており、その復讐心から手加減されなかったという背景がある。直後に勘違いであったことに気づいた新ノ助は贖罪意識から残された娘・茜に金を渡すという償いを始める。
茜（あかね）
木村定次郎の娘。試験で父が亡くなったため、女郎屋に売られる寸前だったところを新ノ助に救われ、月二両の給金の半分を償いとしてもらっている。当初はあくまで父の仇と見ていたが、接するうちに彼の人となりを理解して軟化し、最終的には光圀が亡くなって浪人に戻った新ノ助を支える。
徳川綱條
現水戸藩主。光圀の甥にあたる。人材と藩財政の浪費となっている光圀の漫遊を苦々しく思っており、理由を見つけて廃止させたいと目論むが、光圀の方が一枚上手で毎回失敗する。

## 単行本
- 徳弘正也 『黄門さま〜助さんの憂鬱〜』 集英社〈ヤングジャンプコミックス〉、全6巻
  1. 2014年2月24日第1刷発行（2014年2月19日発売）、ISBN 978-4-08-879747-2
  2. 2014年6月24日第1刷発行（2014年6月19日発売）、ISBN 978-4-08-879791-5
  3. 2014年9月24日第1刷発行（2014年9月19日発売）、ISBN 978-4-08-890014-8
  4. 2015年1月24日第1刷発行（2015年1月19日発売）、ISBN 978-4-08-890112-1
  5. 2015年5月24日第1刷発行（2015年5月19日発売）、ISBN 978-4-08-890156-5
  6. 2015年8月24日第1刷発行（2015年8月19日発売）、ISBN 978-4-08-890248-7